# Limopsis elachista
Limopsis elachista is een tweekleppigensoort uit de familie van de Limopsidae. De wetenschappelijke naam van de soort is voor het eerst geldig gepubliceerd in 1899 door Sturany.